# Thrixspermum celebicum
Thrixspermum celebicum är en orkidéart som beskrevs av Rudolf Schlechter. Thrixspermum celebicum ingår i släktet Thrixspermum och familjen orkidéer.
Artens utbredningsområde är Sulawesi. Inga underarter finns listade i Catalogue of Life.